# Quota periscopica
Quota periscopica è un album musicale del genere pop uscito in versione LP/CD/MC per la EMI Italiana S.P.A nel 1990 prodotto da Antonio Coggio e interpretato da Massimo Bizzarri.Contiene nove brani tutti arrangiati da Maurizio Tirelli.

## Tracce
1. Ferragosto (M. Bizzarri/D. Patucchi)
2. Ma tu ci credi tu (M. Bizzarri)
3. Legione straniera (M. Bizzarri/D. Patucchi)
4. Malaga (M. Bizzarri/D. Patucchi)
5. Umida orchidea (M. Bizzarri)
6. Senza Titolo (M. Bizzarri/D. Patucchi)
7. Autunno del 58 (M. Bizzarri/D. Patucchi)
8. Addio rivoluzione (M. Bizzarri)
9. Fregene (M. Bizzarri/D. Patucchi)

## Formazione
- Massimo Bizzarri: voce, pianoforte
- Luciano Ciccaglioni: chitarra
- Maurizio Tirelli: tastiera, programmazione
- Tino Fornai: violino
- Anne Robert, Daniele Patucchi, Claudia Arvati, Fratelli Balestra: cori
- Mariella Nava: Special guest